# Polydesmus panteli
Polydesmus panteli är en mångfotingart som beskrevs av Henri W. Brölemann 1900. Polydesmus panteli ingår i släktet Polydesmus och familjen plattdubbelfotingar. Inga underarter finns listade i Catalogue of Life.